# Keith Strickland
Julian Keith Strickland, född 26 oktober 1953 i Athens, Georgia, är en amerikansk multiinstrumentalist och kompositör. Han är känd för att ha varit medlem i rockbandet The B-52’s.